# 托尔格洛-霍伦德赖
托尔格洛-霍伦德赖（德語：Torgelow-Holländerei，發音：[ˈtɔʁɡəloː ˌhɔlɛndəˈʁaɪ]）是德国梅克伦堡-前波美拉尼亚州前波美拉尼亚-格赖夫斯瓦尔德县曾经的一个市镇，面积5.8平方千米，人口为人。2014年5月25日，托尔格洛-霍伦德赖与市镇海因里希斯鲁并入市镇托尔格洛。